# DiRTY GIFT
Dirty Gift (estilizado como diRTY GiFT) es un extended play del grupo de producción japonés de música electrónica, I've Sound, publicado el 29 de diciembre de 2002 en el festival de invierno del cómic (Comicket). Fue vendido en un set junto con el DVD de Videoclips: I've P.V Collection Vol.2. Contiene dos canciones instrumentales creadas por Fish Tone (Atsuhiko Nakatsubo), una versión de Sonic Youth cantada por  Outer, tres canciones originales cantadas por Kaori Utatsuki, Eiko Shimamiya y MELL, y una versión orquestal de Disintegration cantada por Eri Sugai.

## Canciones
1. Overture (Instrumental)
Composición: Fish tone
2. OUTER: Dirty boots
Letra: Kim Gordon
Composición: Thurston Moore
Arreglos: Kazuya Takase
3. Kaori Utatsuki: SWAY
Letra: KOTOKO
Composición: Tomoyuki Nakazawa
Arreglos: Kazuya Takase
4. Eiko Shimamiya: World my eyes
Letra: MELL
Composición: Fish tone
5. MELL: Sabaku no yuki (砂漠の雪)
Letra: MELL
Composición: CG Mix
6. Eri Sugai: Disintegration Symphony second movement
Letrra: Ben
Composición: Kazuya Takase
Arreglos orquestales: Maiko Iuchi
7. Last movement (Instrumental)
Composición: Fish tone

- Datos: Q5281011